# Sanford (Maine)
Sanford – miasto w Stanach Zjednoczonych, w stanie Maine, w hrabstwie York.